# 管制
管制是《中华人民共和国刑法》规定的一类限制自由刑，它对罪犯不监禁，而是交给公安机关、人民群众监督，限制此人失去一定的自由的刑罚。

## 特点
管制为中华人民共和国境内痛苦最小的一种法律上的刑罚方式，适用于罪行相对轻，人身危险少，无须监禁的罪犯。被管制的罪犯不受监禁，仍拥有一定的人身自由，不被关在监狱、管教所、看守所等场所，而是继续在原来的工作地点与住址，不离开自己的家庭，正常与外界来往。这也是管制与其它各种刑罚最大的区别。
被管制的罪犯必须在公安部门及人民群众的监督下进行劳动改造，此人自由将受到一定的限制。受到限制的自由主要有：政治、任领导职务、经商、搬家等自由。
被判刑管制的罪犯仍可维持生计，薪水与原来就职时的薪水不变。
管制的期限为3月～24月，数罪并罚时，总量不得超过36月，如管制前有监禁，则监禁1日可抵消2日。如罪犯被批准离开居住县或市的，离开期间的天数应计入管制期，但若超出批准的天数的，则不计入管制期，对未批准独自离开本县或市的，对应天数不计入管制期。

## 规定
根据《中华人民共和国刑法》第38条：如罪犯被判管制，将有公安部门执行。第39条规定，被判管制的罪犯，应遵守下面的规定：
1. 遵守法律，法规，服从监督；
2. 未经公安机关的批准，不得拥有言论，出版，游行，示威自由等权利；
3. 遵守公安机关所执行会客的条例；
4. 按公安机关规定报告本人自己活动行为

如此人被判管制，当管制期结束，公安机关应立即通报本人以及其单位人员、住宅区附近群众解除管制，并且发给本人《解除管制通知书》。如同时被夺取政治权利，应恢复其政治权利。

## 历史沿革
管制作为强制措施，最初是专门用于反革命分子和坏分子的。1952年《管制反革命分子暂行办法》规定对被管制分子，应剥夺下列政治权利：
- 选举权与被选举权；
- 担任国家机关行政职务之权；
- 参加人民武装与人民团体之权；
- 言论、出版、集会、结社、通讯、居住、迁移及示威游行之自由权；
- 享受人民荣誉之权。

这个《办法》的应用范围，逐渐地扩大到地富反坏右这五类分子。他们中一部分人被处以劳动教养、劳动改造、有期徒刑乃至死刑，大多数人是在居住地或被下放到农村厂矿，交由革命群众进行监督，接受“贫下中农再教育”。1956年11月16日，全国人民代表大会常务委员会第五十一次会议决定《关于对反革命分子的管制一律由人民法院判决的决定》：

今后对反革命分子和其他犯罪分子的管制，一律由人民法院依法判决，交由公安机关执行。

在管制期间的被管制分子，如果被发现有新的犯罪行为，需要延长管制期限，或者因为表现良好，立有功绩，需要缩短管制期限或者提前撤销管制，也须经人民法院依法判决或者裁定。

这样，管制作为一种刑罚，由人民法院判决，公安机关执行，交基层党政组织、治保组织和人民群众具体实施。而对可捕可不捕的反革命和坏分子，监督改造劳动中表现不好、屡教不改的地、富、反、坏分子，以及其他虽构成犯罪，但捕后尚不够判处徒刑的反革命分子和坏分子亦实行交基层党政组织、治保组织和人民群众具体实施管制。
1958年人民公社化后，入社的“五类分子”分为正式社员、非正式社员、监督劳动和依法管制四种。对他们施以：建立监督改造小组、三包一保证的责任制、好人夹坏人的包夹制度、建立评审升降制度、社办劳动教养、短期集训等等多种改造策略。